# Friederike Weichselbaumer

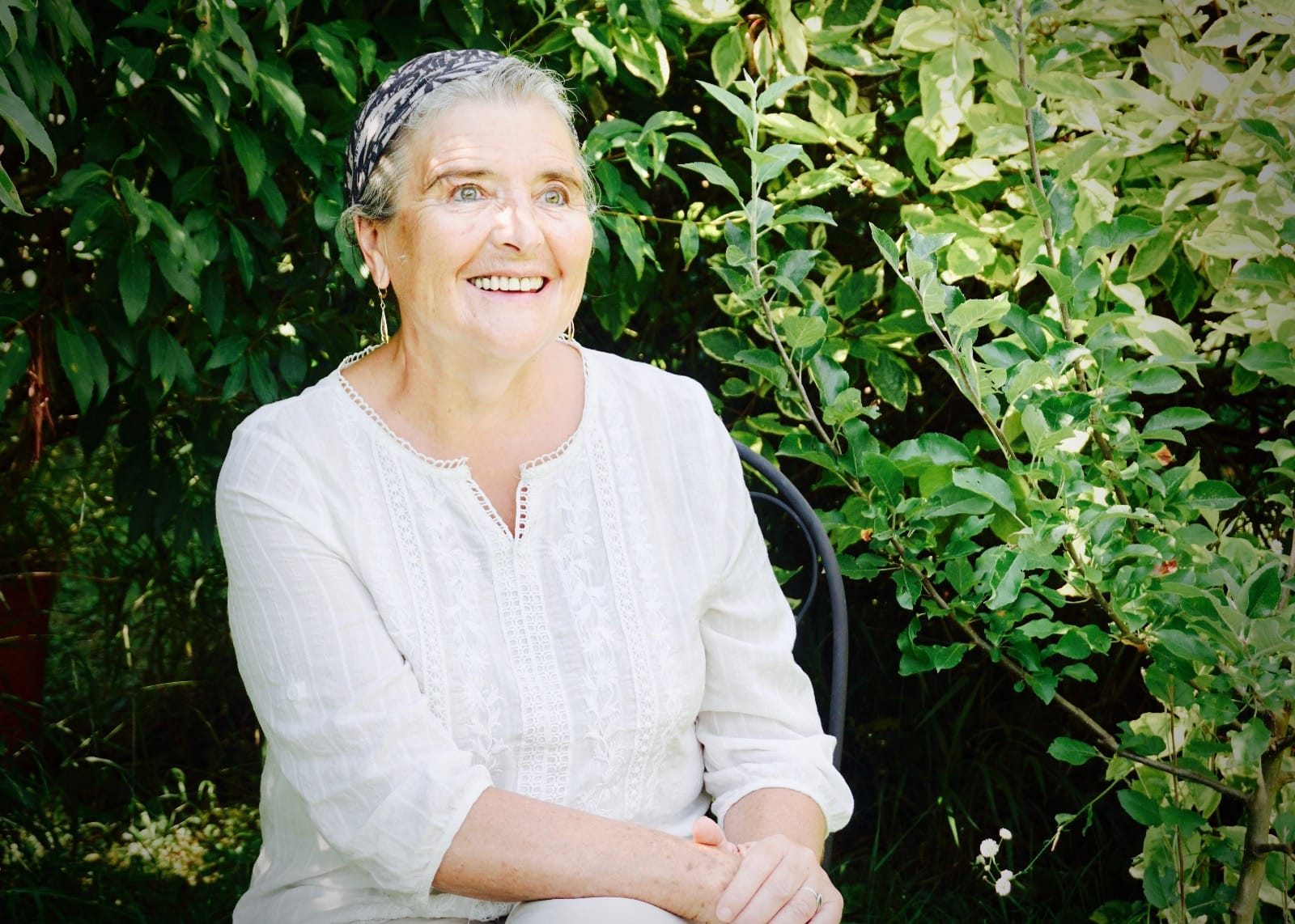
Friederike Weichselbaumer

Friederike Weichselbaumer alias Riki Neudorfer (* 18. September 1948 in Rutzenmoos) ist eine österreichische Schriftstellerin.

## Leben
Weichselbaumer wuchs als eines von vier Geschwistern in Rutzenmoos in Oberösterreich auf. Sie ist verheiratet und Mutter von sechs Kindern. Seit 1969 lebt sie in Altmünster am Traunsee. Bis zur Geburt des ersten Kindes war sie im Raiffeisensektor tätig. Von ihr erschienen über fünfzig Bücher, darunter die Aphorismen-Reihe Friederikes Sprachbrücken, erschienen im Brighton Verlag. Unter ihrem Mädchennamen Riki Neudorfer veröffentlicht sie Kinderbücher.
Weichselbaumer ist Mitglied der Erika Mitterer Gesellschaft und im Verband Katholischer Schriftsteller. Sie hatte Lesungen im  Stifterhaus Linz, in der Gesellschaft der Lyrikfreunde, beim Kultursommer Altmünster, bei Frau in der Wirtschaft und bei dem Verband Katholischer Schriftsteller Österreich in Wien. 

## Einzeltitel (Auswahl)
- Solange die Felder grünen. Lyrik und Aphorismen, Österr. Literaturforum, 1991.
- Geöffnete Gedanken. Aphorismen, Österr. Literaturforum, 1992.
- Vertrauen gibt Licht. Gedichte und Aphorismen, Edition Kalliope, Österr. Literaturforum, 1992.
- Dem Leben begegnen. Lyrik und Aphorismen, Loßburg/Schwarzwald: Ed.L, 1993.
- Bis meine Landschaft mich findet. Gedanken und Gedichte, Edition Kalliope, Österr. Literaturforum, Krems 1994, ISBN 3-900959-54-4.
- Zwischen zwei Augenblicken. Haiku, Anna Pichler Verlag, Wien 1994.
- Vom Himmel hoch. Gebete und Gedichte, Kiefel Verlag, Wuppertal 1995.
- Ansprechendes Schweigen. Lyrik und Aphorismen, Resistenz Verlag, Linz / Wien 2002.
- Kleine Bankgeheimnisse. Prosa und Aphorismen, Edition Weinviertel, 2003, ISBN 978-3-902589-49-1.
- Die Geigerin. Jugendroman, Hierreth Verlag, Goldbach 2010, ISBN 978-3-941455-22-1.
- Blättern im Bilderbuch der Gedanken. Prosa, Edition Weinviertel, Langenzersdorf, 2013, ISBN 978-3-902589-46-0.
- Hoffnungsvolle Zeitgesichter. Lyrik, Verlag am Sipbach, Sipbachzell, 2020, ISBN 978-3-903259-19-5.
- Aphorismenreihe Friederikes Sprachbrücken Brighton Verlag, Framersheim, 2015–2019, 24 Bände.
- Oma erzählt aus dem Bilderbuch der Erinnerungen Butzon & Bercker, 2023, ISBN 978-3-7666-3607-2
- Glück und Segen zum Ehejubiläum Butzon & Bercker, 2024, ISBN 978-3-7666-3702-4
- Weihnachten, wie es früher einmal war: Oma erzählt Butzon & Bercker, 2025, ISBN 978-3-7666-3821-2
- Die Weihnachtskrippe: Eine Geschichte zum Christfest Butzon & Bercker, 2025, ISBN 978-3-7666-3826-7

Kinderbücher und Jugendbücher
- Die Traunsteinweiberl und Manderl. Brighton Verlag, Ober-Flörsheim, 2013, ISBN 978-3-945033-09-8
- Das Mal der Violinistin. Jugendroman, Brighton Verlag, Ober-Flörsheim, 2014, ISBN 978-3-945033-34-0
- Die Träumerin. Jugendroman, Brighton Verlag, Ober-Flörsheim, 2014, ISBN 978-3-945033-11-1
- Inselzeit. Prosa, Brighton Verlag, Ober-Flörsheim, 2014, ISBN 978-3-945033-12-8
- Tropfi. Kinderbuchreihe, Brighton Verlag, Framersheim 2015–2019, 17 Bände.

Weitere Veröffentlichungen
- Poesiealbum neu. Größe spüren. Musikgedichte. Gesellschaft der zeitgenössischen Lyrik e.V., edition kunst&dichtung, Leipzig 2019, ISSN 2193-9683
- Nicola Quaß, Stefan Hölscher, Alfred Büngen (Hrsg.): Fließen der Identitäten. Geest-Verlag, Vechta 2020, ISBN 978-3-86685-769-8.
- Alles hat seine Zeit. Der Kalender für Frauen. 2021. St. Benno Verlag, Leipzig 2020, ISBN 978-3-7462-5506-4
- Alles hat seine Zeit – Gedanken, Meditationen, Impulse zu Kohelet. St. Benno Verlag, Leipzig 2024, ISBN 978-3-7462-6612-1

Sowie über tausend Veröffentlichungen in Anthologien, Geschenkbüchern, Kalendern, Zeitungen usw. unter anderem im Fotokunstverlag Groh, Benno Verlag, Leipzig und im Verlag Neue Stadt.

## Vertonungen
- Konrad Seckinger: Heilige Nacht (1996)
- Konrad Seckinger: Kreuz (1998)
- Konrad Seckinger: Alles, was wir sehen (1997)
- John Wolf Brennan: Lúnasa – Auftragswerk der Katholischen Kirche Luzern – Uraufführung: Sonntag 4.6.2023 in der Stiftskirche Luzern[4]

Sowie verschiedene Vertonungen von Texten in den Büchern:
- Salzkammergutlich(t) von Markus Weichselbaumer und Friederike Weichselbaumer, Brighton Verlag, Framersheim, 2016, ISBN 978-3-95876-212-1
- Mein Altmünster von Friederike Weichselbaumer

## Preise (Auswahl)
- 1988: Heinrich Gleissner Haus, 2. Preis mit dem Text „Familie ist gleich Leben“
- 2002: Gesellschaft der Lyrikfreunde, 3. Preis mit dem Text „Ein Wort“
- 2005: Kreativwettbewerb der NÖ Kulturforums, Auf der Suche nach der europäischen Seele, Auszeichnung durch Aufnahme in die Festschrift
- 2009: Freunde Zeitgenössischer Dichtung, Sonderpreis

## Auszeichnungen und Anerkennungen
- 2003: Stadt Augsburg, Preisträgerin im Wettbewerb zum Thema Frieden
- 2003: Aufnahme einzelner Werke in der Library of Congress in Washington
- 2004: Anerkennungsurkunde zum „Familienoskar“, Land Oberösterreich
- 2004: Anerkennung und Aufnahme in den Augsburger Friedenssamen
- 2004: Mythos Fremde, Auszeichnung und Aufnahme in die Anthologie
- 2006: Die Brücke, Wettbewerb „Kosmopolitania-SaarLorLux“, 4. Preis
- 2008: Aphorismenwettbewerb, ausgewählter Beitrag für „Witz-Bild-Sinn“
- 2008: AKUT 08, Anerkennungspreis
- 2008: Wettbewerb „FrauenLebenVielfalt“, genannt, Berlin, Text in der Endauswahl
- 2009: Anerkennung und Aufnahme in „Frauenfriedensgedanken“, Deutschland/Polen
- 2010: „Dritter Brüggener Literaturherbst“, Aufnahme eines Textes
- 2010: Aufnahme in Joker-Datenbank der besten deutschsprachigen Gedichte (Text: Ameisenhaufen)
- 2010: Autorin des Jahres im Deutschen Jugendkalender LIVE
- 2010: Aufnahme in einem Projekt im Rahmen RUHR.2010 – Kulturhauptstadt Europas mit dem Text Entgleistes Leben
- 2010: AKUT 10, Anerkennungspreis für Miniaturen
- 2011: Aufnahme in die Anthologie Lyrische Lorbeer
- 2011: AKUT 11, Anerkennungspreis
- 2011: Bonner Institut für Migrationsforschung, Literaturwettbewerb zum Thema „Angekommen“, Anerkennung und Auswahl von zwei Texten
- 2012: AKUT 12, Anerkennungspreis, Preisauszeichnung
- 2013: Bonner Institut für Migrationsforschung, Literaturwettbewerb, Zwischen Mir und Dir. Preisauszeichnung
- 2014: Alberndorfer Kulturtage, Gemeinde Alberndorf, Freunde zeitgenössischer Dichtung, 3. Lyrik-Preis
- 2016: Alberndorfer Kulturtage, Anerkennungspreis für Lyrik
- 2017: Leserpreis der Lyrikfreunde, 4. Platz
- 2018: Europaweiter Lyrikwettbewerb, Politische Lyrik, Du sollst kein unbeteiligter Zuschauer sein. Anerkennung und Aufnahme in die Anthologie
- 2022: Aufnahme der Aphorismus-Bände in die ULB-Universitätsbibliothek Düsseldorf
- 2022: Anerkennung und Aufnahme in die Anthologie „Was ist Heimat“ des Literaturwettbewerbs zur 13. Bonner Buchmesse Migration